# Edward Wende (duchowny)

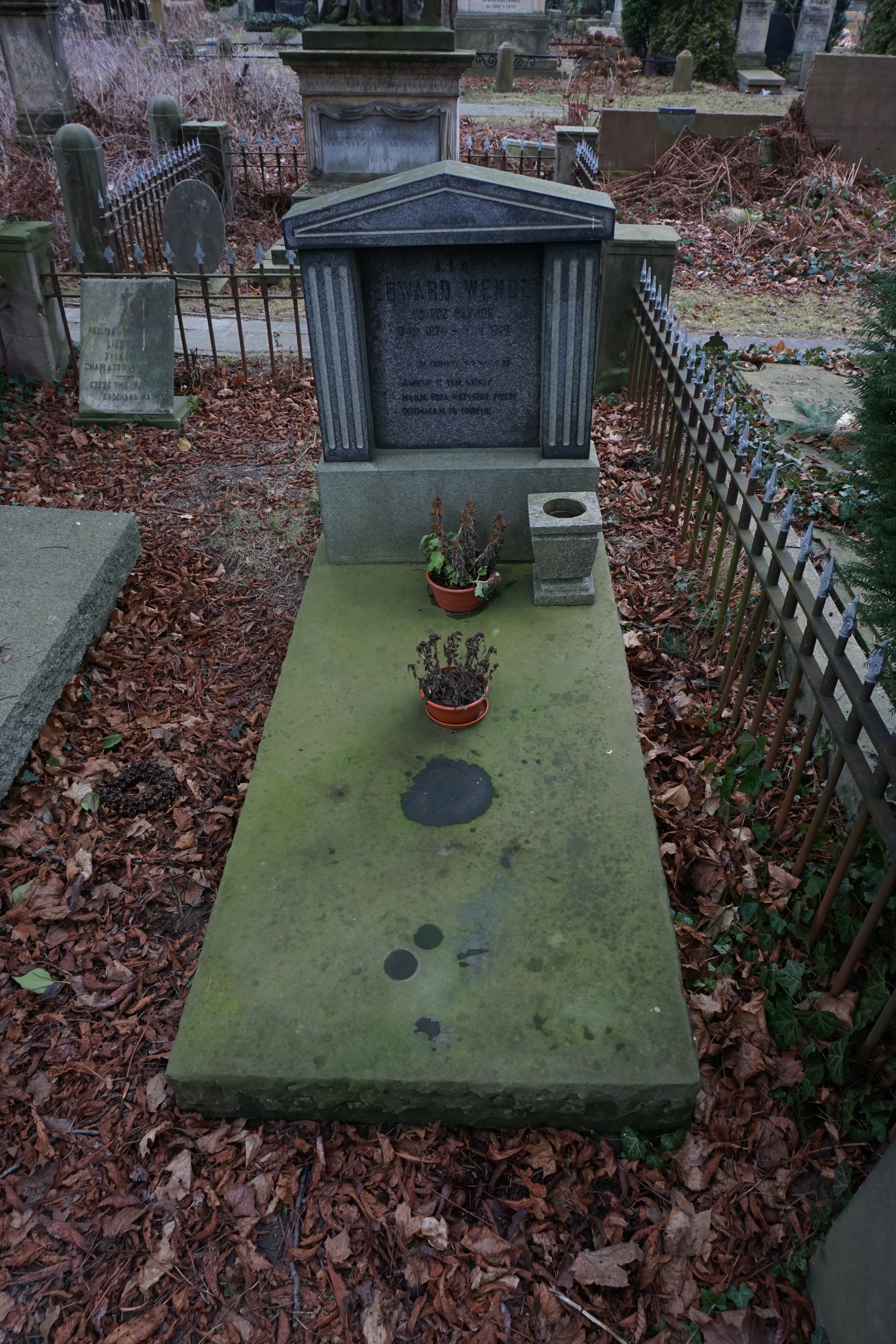
Grób Edwarda Wende na cmentarzu ewangelicko-augsburskim w Warszawie

Edward Wende (ur. 17 grudnia 1874 w Warszawie, zm. 16 czerwca 1949 tamże) – polski duchowny ewangelicki, wieloletni proboszcz parafii w Kaliszu, kaznodzieja.

## Życiorys
Był synem księgarza i wydawcy, Edwarda Wendego, w jego drugim małżeństwie z Karoliną z domu Liedtke. Pierwsze nauki pobierał w Warszawie, po zdaniu matury studiował jak prawie wszyscy polscy duchowni ewangeliccy tamtych czasów teologię w Dorpacie w latach do mn.w. 1904 roku. Członek korporacji akademickiej Konwent Polonia.
W 1906 roku, po śmierci długoletniego duszpasterza ewangelickiego w Kaliszu, J.A. Haberkanta (proboszcz 1872–1905) został wybrany proboszczem. W czasach gdy objął parafię miała ona około 3000 wiernych, z których ok. 2/3 posługiwało się językiem niemieckim., w związku z tym odprawiał dwa nabożeństwa, jedno po polsku i jedno po niemiecku. 
W latach 1915–1916 piastował funkcję prezesa Rady Miejskiej Kalisza, której wkrótce się zrzekł, nie chcąc ulegać różnym naciskom ze strony okupacyjnych władz niemieckich. W tym samym roku objął urząd superintendenta diecezji kaliskiej, który piastował do 1936 r., a po zmianie prawa kościelnego w latach 1937–1939 był jej komisarycznym seniorem. Po wybuchu II wojny światowej, bojąc się represji niemieckich schronił się w Warszawie, gdzie żył przez cały czas okupacji pod przybranym nazwiskiem. 
W 1945 roku objął ponownie urząd proboszcza w Kaliszu – parafia była wówczas rozproszona i nie posiadała kościoła. Były jezuicki kościół św. Wojciecha i św. Stanisława Biskupa użytkowany przez ewangelików od 1798 r. został katolickim kościołem garnizonowym. W rękach parafii dom parafialny i dom starców. Urząd proboszcza sprawował do 1948 roku. Pod koniec życia udał się do Warszawy na zaproszenie cierpiącej na niedostatek duchownych parafii ewangelicko–reformowanej.

## Życie prywatne
Był żonaty z Jadwigą Manitius, córką generalnego superintendenta generalnego Kościoła Ewangelicko – Augsburskiego w Królestwie Polskim, Karola Gustawa Manitiusa, poprzednika biskupa Burschego. Wnukiem pary był senator III RP Edward Wende.
Został pochowany na cmentarzu ewangelicko-augsburskim w Warszawie (Al. 24 nr 20).

## Publikacje
- Sursum corda (zbiór kazań), Warszawa 1935[1]
- Lux in tenebris, Warszawa 1937[2]
- Pokójk wam (kazania), Warszawa 1969